# العلاقات الفنزويلية اللاتفية
العلاقات الفنزويلية اللاتفية هي العلاقات الثنائية التي تجمع بين فنزويلا ولاتفيا.

## مقارنة بين البلدين
هذه مقارنة عامة ومرجعية للدولتين:
| وجه المقارنة                                              | فنزويلا                                  | لاتفيا                                             |
| --------------------------------------------------------- | ---------------------------------------- | -------------------------------------------------- |
| المساحة (كم2)                                             | 916.45 ألف                               | 64.59 ألف                                          |
| عدد السكان (نسمة)                                         | 28.87 مليون                              | 1.93 مليون                                         |
| الكثافة السكانية (ن./كم²)                                 | 31.5                                     | 29.88                                              |
| العاصمة                                                   | كاراكاس                                  | ريغا                                               |
| اللغة الرسمية                                             | اللغة الإسبانية، لغة الإشارة الفنزويلية ‏ | اللغة اللاتفية                                     |
| العملة                                                    | بوليفار فنزويلي                          | يورو، لاتس لاتفي، الروبل اللاتفي ‏، الروبل اللاتفي ‏ |
| الناتج المحلي الإجمالي (بليون دولار)                      | 482.36 مليار                             | 30.26 مليار                                        |
| الناتج المحلي الإجمالي (تعادل القوة الشرائية) بليون دولار |                                          | 49.24 مليار                                        |
| الناتج المحلي الإجمالي الاسمي للفرد دولار أمريكي          |                                          | 14.06 ألف                                          |
| الناتج المحلي الإجمالي للفرد دولار أمريكي                 |                                          | 23.55 ألف                                          |
| مؤشر التنمية البشرية                                      | 0.762                                    | 0.819                                              |
| رمز المكالمات الدولي                                      | +58                                      | +371                                               |
| رمز الإنترنت                                              | .ve                                      | .lv                                                |
| المنطقة الزمنية                                           | 00                                       | ت ع م+02:00، ت ع م+03:00، أوروبا/ريغا ‏             |

## منظمات دولية مشتركة
يشترك البلدان في عضوية مجموعة من المنظمات الدولية، منها:
| علم المنظمة | اسم المنظمة                        | تاريخ انضمام فنزويلا | تاريخ انضمام لاتفيا |
| ----------- | ---------------------------------- | -------------------- | ------------------- |
|             | يونسكو                             | 25 نوفمبر 1946       | 9 يوليو 1951        |
|             | وكالة ضمان الاستثمار متعدد الأطراف | 9 مايو 1994          | 21 أغسطس 1998       |
|             | الأمم المتحدة                      | 15 نوفمبر 1945       | 17 سبتمبر 1991      |
|             | الاتحاد البريدي العالمي            | ?                    | ?                   |
|             | البنك الدولي للإنشاء والتعمير      | 30 ديسمبر 1946       | 11 أغسطس 1992       |
|             | المنظمة الهيدروغرافية الدولية      | ?                    | ?                   |
|             | الاتحاد الدولي للاتصالات           | 13 أغسطس 1920        | 11 ديسمبر 1921      |
|             | منظمة حظر الأسلحة الكيميائية       | ?                    | ?                   |
|             | مؤسسة التمويل الدولية              | 28 ديسمبر 1956       | 29 سبتمبر 1993      |
|             | منظمة التجارة العالمية             | ?                    | 1999                |
|             | منظمة الشرطة الجنائية الدولية      | ?                    | ?                   |

## وصلات خارجية
- موقع وزارة الخارجية الفنزويلية
- موقع وزارة الخارجية اللاتفية